# Centre international des congrès de Haïfa
 (janvier 2024).
Si vous disposez d'ouvrages ou d'articles de référence ou si vous connaissez des sites web de qualité traitant du thème abordé ici, merci de compléter l'article en donnant les références utiles à sa vérifiabilité et en les liant à la section « Notes et références ».
Le Centre international des congrès est un quartier et un bâtiment de Haïfa. Il est inauguré en 1996.
La zone d'activités accueille des hôtels, des infrastructures de loisirs, des commerces, et le centre des congrès à proprement parler.

## Historique
En 1980 a lieu une série d'expropriations en vue de la construction des lieux.
La zone est inaugurée en 1996.
En 2006, des propriétaires expropriés en vue de la construction réclament en justice 6,6 millions de shekels. Ils en obtiennent finalement 5,5 millions.